# Алтей Людвига
Алте́й Людвига (лат. Althaea ludwigii) — многолетнее травянистое растение, вид рода Алтей (Althaea) семейства Мальвовые (Malvaceae).
Ареал вида охватывает Южную Африку, Средиземноморье, Западную и Среднюю Азию.

## Ботаническое описание
Растения высотой 5—35 см. Стеблей несколько, реже один, приподымающиея или распростёртые (один иногда почти прямой), цилиндрические, большей частью сизовато-зелёные.
Листья на черешках равных или в полтора раза длиннее пластинок. Пластинки листа толстоватые, пальчато-пятираздельные (редко трёхраздельные), с широкими обратнояйцевидными или широко-клиновидными долями, у верхних листьев более узкими, продолговатыми, кверху расширенными и крупно-трёхгородчатыми, сверху редко опушением или почти голые, снизу голые.
Цветки в числе одного—трёх, в пазухах листьев, кроме того, ещё иногда имеется короткая цветоносная веточка. Подчашие шерстисто-волосистое, из 8—10 узких, линейных листочков, примерно на треть сращённых. Чашечка до половины сростнолистная из продолговато яйцевидно-треугольных долей, заострённых на верхушке, густо шерстисто-волосистая. Венчик беловато-розовый, едва превышает чашечку. Лепестки продолговато-овальные наверху коротко срезанные и очень мелко зазубренные, у основания ноготков волосистые.
Плоды из 8—10, очень редко из 12, узких плодиков, на спинке плоских или слегка желобчатых, гладких, по краю острых, с боков с резко выдающимися радиальными морщинками. Карпофор узкий, волосистый. Семена тёмно-бурые, голые, гладкие.

## Таксономия
Вид Алтей Людвига входит в род Алтей (Althaea) трибы Malveae подсемейства Malvoideae семейства Мальвовые (Malvaceae) порядка Мальвоцветные (Malvales).
|  |                       |  |                                           |                                           |                         |  | ещё 8 подсемейств (согласно Системе APG II) | ещё 8 подсемейств (согласно Системе APG II) |                                       |  |  |  | ещё около 70 родов | ещё около 70 родов |  |  |
|  |                       |  |                                           |                                           |                         |  | ещё 8 подсемейств (согласно Системе APG II) | ещё 8 подсемейств (согласно Системе APG II) |                                       |  |  |  | ещё около 70 родов | ещё около 70 родов |  |  |
|  |                       |  |                                           | семейство Мальвовые                       |                         |  |                                             |                                             | триба Malveae                         |  |  |  |                    | вид Алтей Людвига  |  |  |
|  |                       |  |                                           | семейство Мальвовые                       |                         |  |                                             |                                             | триба Malveae                         |  |  |  |                    | вид Алтей Людвига  |  |  |
|  | порядок Мальвоцветные |  |                                           |                                           | подсемейство Malvoideae |  |                                             |                                             | род Алтей                             |  |  |  |                    |                    |  |  |
|  | порядок Мальвоцветные |  |                                           |                                           |                         |  |                                             |                                             |                                       |  |  |  |                    |                    |  |  |
|  |                       |  | ещё 10 семейств (согласно Системе APG II) | ещё 10 семейств (согласно Системе APG II) |                         |  |                                             | ещё 3 трибы (согласно Системе APG II)       | ещё 3 трибы (согласно Системе APG II) |  |  |  | ещё около 12 видов |                    |  |  |
|  |                       |  |                                           | ещё 10 семейств (согласно Системе APG II) |                         |  |                                             |                                             | ещё 3 трибы (согласно Системе APG II) |  |  |  |                    |                    |  |  |